# Skyscraper (альбом)
| Оценки критиков                  | Оценки критиков |
| Источник                         | Оценка          |
| -------------------------------- | --------------- |
| AllMusic                         | [ 3 ]           |
| Роберт Кристгау                  | C+              |
| Collector's Guide to Heavy Metal | 8/10            |
| The Daily Vault                  | C−              |
| Kerrang!                         | [ 7 ]           |
| Los Angeles Times                | [ 8 ]           |
| Rolling Stone                    | [ 9 ]           |

Skyscraper (с англ. — «Небоскрёб») — второй студийный альбом американского рок-музыканта и бывшего вокалиста группы Van Halen Дэвида Ли Рота, выпущенный 26 января 1988 года, на лейбле Warner Bros.

## Об альбоме
Альбом Skyscraper был выпущен вскоре после коммерчески и критически успешного тура Eat 'Em and Smile Tour 1986-1987 годов. Skyscraper занял 6-е место в американском чарте альбомов Billboard 200 в феврале 1988 года, на пути к продаже двух миллионов копий в Соединённых Штатах. В альбом вошёл один из самых популярных синглов Рота "Just Like Paradise", который занял 6-е место в американском чарте Billboard Hot 100. Кроме того, на нём представлена акустическая баллада "Damn Good", которая заняла 2-е место в американском рок-чарте Billboard.
На момент своего выхода эклектичный, квази-психоделический Skyscraper разделил общественное и критическое мнение. Несмотря на то, что тур Рота Skyscraper Tour 1988 года был успешным, многие фанаты и критики, разочарованные пост-Ротовским звучанием Van Halen, тяжёлым для клавишных, выразили аналогичное недовольство Skyscraper. Гитарист Стив Вай (который был сопродюсером Skyscraper и соавтором многих его песен) и басист Билли Шихан, которые сформировали ядро сольной группы Дэвида Ли Рота, покинули группу из-за различных разногласий относительно Skyscraper.

## Песни
Руководству Рота позвонили по телефону и попросили разрешения использовать песню Just Like Paradise в качестве темы нового телешоу "Беверли-Хиллз 90210". Они отвергли эту идею, не спросив сначала Рота, поэтому вместо неё была использована оригинальная инструментальная музыка.
Краткий образец из введения заглавного трека несколько раз использовался в качестве эпизодической музыки в эпизоде Miami Vice "Missing Hours" (серия 4, сезон 7), транслировавшемся в ноябре 1987 года.
В интервью eonmusic в 2022 году Стив Вай сказал, что Damn Good была разработана на основе произведения под названием "Scandinavian Air Solo" (с англ. — «Скандинавское Воздушное Соло»), которое первоначально планировалось включить в его альбом "Passion and Warfare" (с англ. — «Страсть и Война»).
В Hina есть только один гитарный трек; он сильно смещён в одну сторону, в то время как эффект задержки затем передаёт гитарные эффекты в другое ухо, звуча так, как будто Вай играет сам с собой.

## Список композиций
Слова и музыка всех песен — Дэвид Ли Рот и Стив Вай, кроме указанных иначе.
| №                   | Название             | Автор(ы)                             | Длительность |
| ------------------- | -------------------- | ------------------------------------ | ------------ |
| 1.                  | «Knucklebones»       | Рот, Грегг Биссонетт, Мэтт Биссонетт | 3:18         |
| 2.                  | «Just Like Paradise» | Рот, Бретт Таггл                     | 4:03         |
| 3.                  | «The Bottom Line»    |                                      | 3:38         |
| 4.                  | «Skyscraper»         |                                      | 3:40         |
| 5.                  | «Damn Good»          |                                      | 5:49         |
| Общая длительность: | Общая длительность:  | Общая длительность:                  | 20:28        |

| №                   | Название              | Автор(ы)            | Длительность |
| ------------------- | --------------------- | ------------------- | ------------ |
| 6.                  | «Hot Dog and a Shake» |                     | 3:19         |
| 7.                  | «Stand Up»            | Рот, Таггл          | 4:39         |
| 8.                  | «Hina»                |                     | 4:41         |
| 9.                  | «Perfect Timing»      | Рот, Таггл          | 3:41         |
| 10.                 | «Two Fools a Minute»  |                     | 4:29         |
| Общая длительность: | Общая длительность:   | Общая длительность: | 20:49        |

Слова и музыка всех песен — Рот и Вай, кроме указанных иначе.
| №                   | Название                                   | Автор(ы)                                                    | Длительность |
| ------------------- | ------------------------------------------ | ----------------------------------------------------------- | ------------ |
| 1.                  | «California Girls»                         | Брайан Уилсон, Майк Лав                                     | 2:50         |
| 2.                  | «Medley: Just a Gigolo/I Ain't Got Nobody» | Ирвинг Сизар, Леонелло Касуччи/Роджер Грэм, Спенсер Уильямс | 4:41         |
| 3.                  | «Knucklebones»                             | Рот, Г. Биссонетт, М. Биссонетт                             | 3:18         |
| 4.                  | «Just Like Paradise»                       | Рот, Таггл                                                  | 4:03         |
| 5.                  | «The Bottom Line»                          |                                                             | 3:38         |
| 6.                  | «Skyscraper»                               |                                                             | 3:40         |
| 7.                  | «Damn Good»                                |                                                             | 5:49         |
| 8.                  | «Hot Dog and a Shake»                      |                                                             | 3:19         |
| 9.                  | «Stand Up»                                 | Рот, Таггл                                                  | 4:39         |
| 10.                 | «Hina»                                     |                                                             | 4:41         |
| 11.                 | «Perfect Timing»                           | Рот, Таггл                                                  | 3:41         |
| 12.                 | «Two Fools a Minute»                       |                                                             | 4:29         |
| Общая длительность: | Общая длительность:                        | Общая длительность:                                         | 48:48        |

- Треки 1 и 2 взяты из Crazy from the Heat EP.

## Участники записи
| Группа - Дэвид Ли Рот — вокал - Стив Вай — гитара, горн - Билли Шихан — бас-гитара, бэк-вокал - Грегг Биссонетт — ударные, перкуссия, бэк-вокал - Бретт Таггл — клавишные, программирование, бэк-вокал Приглашённые Музыканты - Джо Пиццуло — бэк-вокал (1) - Гари Фалкоун — бэк-вокал (1,9) - Томми Фандерберк, Том Келли — бэк-вокал (2) - Джон Батдорф — бэк-вокал (9) - Мэджик Морено — бэк-вокал (10) - Доктор Фанк, PhD — басовый синтезатор - Тодд Грейс, Ричи Рапоза — программирование, программирование клавишных | Продюсирование - Дэвид Ли Рот — продюсер, концепция, дизайн обложки - Стив Вай — сопродюсер, звукорежиссёр - Мэджик Морено — звукорежиссёр, сведение - Гари Вагнер — звукорежиссёр - Дуг Пэрри — звукорежиссёр - Пол Леви — звукорежиссёр - Стив Холройд — звукорежиссёр - Марни Райли — звукорежиссёр - Стивен Шелтон — звукорежиссёр - Боб Кошки — сведение - Берни Грундман — мастеринг - Пит Ангелус — концепция, дизайн обложки - Гален Роуэлл — фотография - Вигон Сейреени — оформление - Джина Вивона — оформление - Эдди Андерсон — личный помощник |